# M 71 (звёздное скопление)
Шаровое скопление M 71 (также известное, как Объект Мессье 71 или NGC 6838) является шаровым скоплением в созвездии Стрелы.

## История открытия
Скопление было открыто Жаном Филиппом Шезо в 1745 году и было включено в каталог кометоподобных объектов Шарлем Мессье в 1780 году.

## Интересные характеристики
M 71 находится на расстоянии 13 000 световых лет от Земли и простирается на 27 световых лет в поперечнике. К этому скоплению относится неправильная переменная звезда Z Sagittae.
Долго считалось, что M 71 относится к плотно-упакованным рассеянным скоплениям, и классифицировалось так ведущими астрономами в области исследования звёздных скоплений. Однако в настоящее время принято, что M 71 слабоконцентрированное шаровое скопление, похожее на шаровое скопление M68 в созвездии Гидры.

## Наблюдения

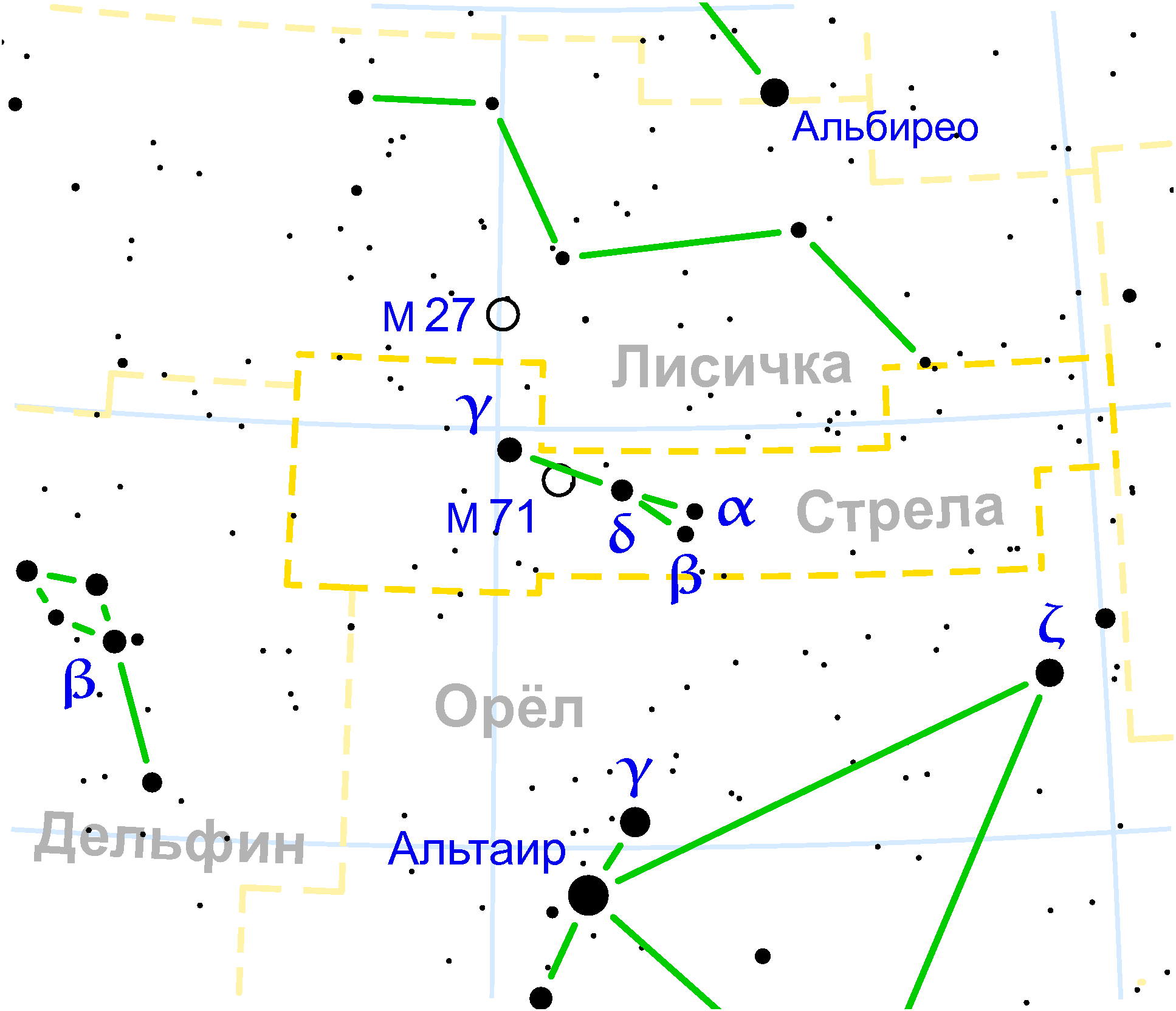
Шаровое скопление M 71 в Созвездии Стрелы

Это скопление обычно наблюдают летом попутно с M 27 — «Гантелью». И хотя шаровое скопление располагается очень удобно для поисков (чуть южнее середины отрезка соединяющего звезды γ и δ Стрелы) его бывает не просто найти на этом богатом звездами участке Млечного Пути. Потребуется хороший бинокль (или оптический искатель телескопа) и немного терпения. Впрочем, если не удастся обнаружить это неяркое скопление в искатель телескопа, можно будет установить в телескоп широкоугольный поисковый окуляр с небольшим увеличением — скопление располагается всего в 30 угловых минутах восточнее относительно яркого ориентира — звезды 9 Sge (6.2m).
В любительский телескоп апертурой 200—250 мм это очень разреженное шаровое скопление разрешается на множество звезд образующих V-образную фигуру сходную по рисунку с наконечником копья. При меньшей апертуре большая часть «неразрешенных» звезд образуют диффузное фоновое свечение области скопления.
Ещё 40-50 лет назад шли споры относительно природы M71 — шаровое оно или рассеянное. Все же общепринятой осталась точка зрения о том, что это именно шаровое скопление.

### Соседи по небу из каталога Мессье
- M 27 — (к северу от γ Sge) яркая планетарная туманность в Лисичке «Гантель»;
- M 56 — (на северо-запад, в Лире) шаровое скопление — антипод M 71, при том же интегральном блеске и примерно таких же размерах, М56 много плотнее и едва-едва разрешается на звезды в любительские телескопы;
- M 57 — (на северо-запад, в Лире) знаменитая планетарная туманность «Кольцо»

### Последовательность наблюдения в «Марафоне Мессье»
…M 14 → M 9 → M 71 → M 27 → M 62…

## Изображения
Гал.долгота 56.7459° 

Гал.широта -4.5644° 

Расстояние 13 000 св. лет